# 快水浴場

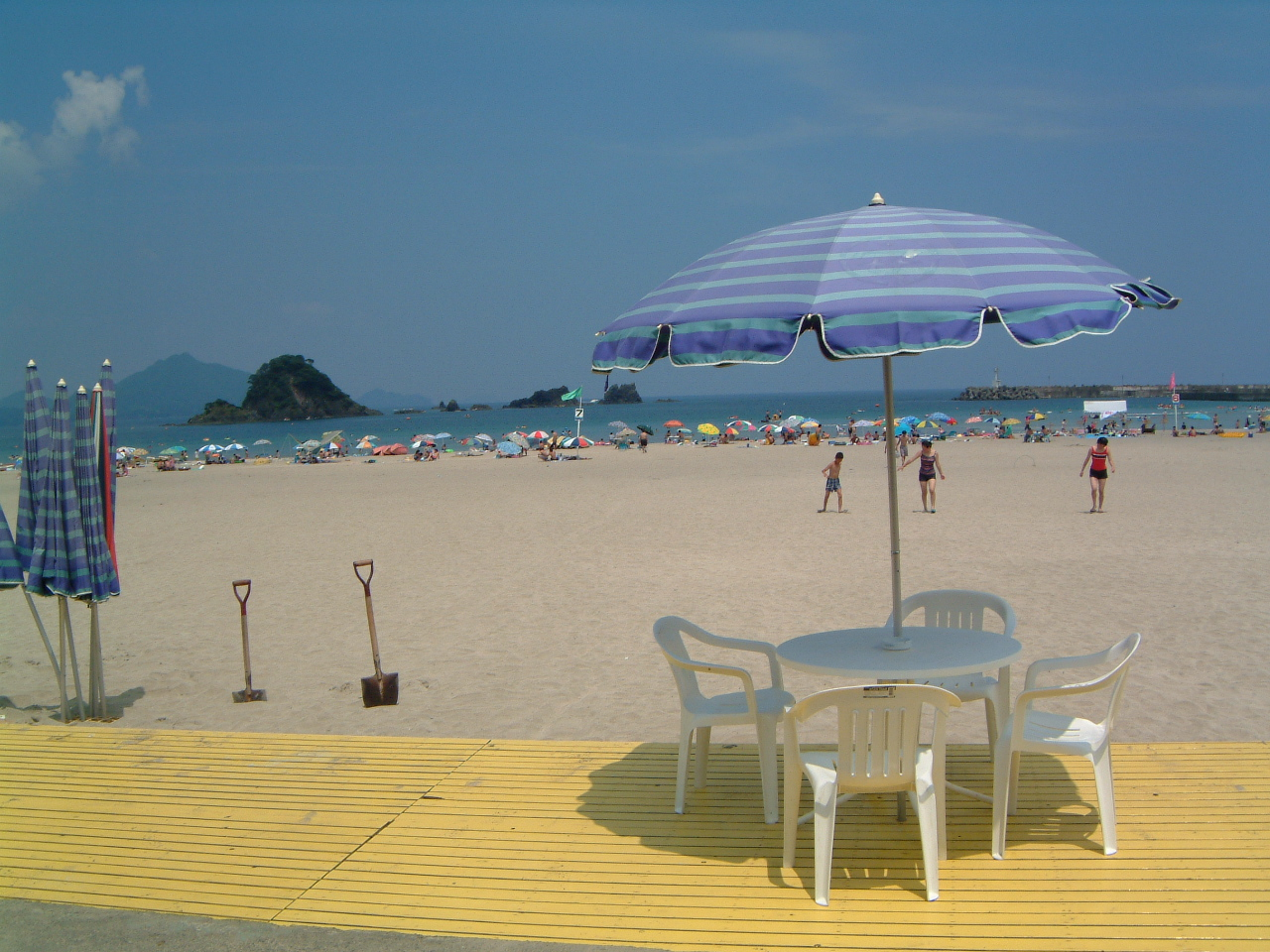
若狭和田海水浴場（福井県大飯郡高浜町）

快水浴場（かいすいよくじょう）とは、環境省が水質の良さなどを基準に選定する水辺（海水浴場、島、湖沼・河川の水浴場）。選定された水場には、認定書が交付される。
2006年に選定結果が快水浴場百選として発表された。和歌山県の那智海水浴場（海の部特選）や、沖縄県の万座ビーチ（海の部特選）、滋賀県のマキノサニービーチ（湖の部特選）など全国で凡そ百ヶ所が選ばれ、そのうち12箇所は特選とされた。
前身は、1998年に選定された「日本の水浴場55選」及び2001年に選定された「日本の水浴場88選」。

## 概要
快水浴場は、利用者数が多く、水質が良い水辺を基準として、その中から選定される。選定の主旨について、環境省は
「人々が水に直接触れて自然の水を五感で感じとることができる水辺をより積極的に評価し、ひとつひとつの場の個性を重んじてすぐれたところを選定する」
としている（報道発表資料より抜粋）。
その他にも、「選定を目指した地元の環境保全等の取組を期待」とあるように、単なる認定に留まらず、選定を通じて地元の水辺の質向上への意識を高めるといった部分も窺える。
上述したように2006年に最初の発表が行われたが、今後も概ね3年を目処に選定作業を行うとしている。

## 評価項目
快水浴場を選定するための評価項目は、以下の5つである。各項目について5段階評価がなされる。
1. 美しい水辺：水質、自然景観を評価する。
2. 清らかな水辺：環境への配慮や取り組みを評価する。その他にも、3R[2]や、地球温暖化対策も含まれる。
3. 安らげる水辺：安全性を評価する。海、島については、津波対策も含む。
4. 優しい水辺：利便性を評価する。公共交通機関を重視。他の項目に比べ、高評価を得にくい傾向がある。
5. 豊かな水辺：水と人との関わりを評価する。環境教育、エコツーリズムを含む。他の項目に比べ、高評価を得にくい傾向がある。